# نیکودم کارو
نیکودم کارو (آلمانی: Nikodem Caro; ۲۳ مهٔ ۱۸۷۱ – ۲۷ ژوئن ۱۹۳۵) یک شیمی‌دان اهل لهستان بود. کارو در لودز، در یک خانواده سرشناس سیلزیایی-یهودی به دنیا آمد. او شیمی را در برلین در Technische Hochschule برلین (در حال حاضر Technische Universität برلین) خواند و دکترای خود را از دانشگاه روستوک گرفت. از سال ۱۸۹۵ به بعد او در Deutsche Dynamit AG به همراه آدولف فرانک در زمینه توسعه سیانامید کلسیم به عنوان وسیله ای برای تثبیت نیتروژن، از این رو فرایند فرانک-کارو، کار کرد. کارو به یک چهره مهم در صنعت تثبیت نیتروژن و رقیب فریتز هابر تبدیل شد.
کارو همچنین به تولید گازهای جنگی که توسط سربازان آلمانی در طول جنگ جهانی اول استفاده می‌شد، کمک کرد. پس از جنگ، او اولین رئیس Bayerische Stickstoffwerke AG شد.